# John Pfahl
John Pfahl (Nueva York, 17 de febrero de 1939-Búfalo, 15 de abril de 2020) fue un fotógrafo estadounidense. Su serie de fotografías titulada "Paisajes alterados (Altered Landscapes) fue muy conocida en los 70.

## Biografía
Creció en Wanaque, Nueva Jersey, y estudio su Bachelor of Fine Arts en la Universidad de Siracusa en la escuela de arte y su máster en la escuela de comunicación.[cita requerida]
Se dedicó a la enseñanza y dio clases en el Rochester Institute of Technology de Rochester entre 1968 y 1983. [cita requerida] Posteriormente fue profesor en la Universidad Estatal de Nuevo México en Albuquerque y después en la Universidad de Búfalo.
En 1974 dio a conocer su serie de fotografías más conocida: Altered Landscape. En estas fotos incorporaba elementos como puntos, líneas o mallas a paisajes convencionales, de ese modo alteraba la imagen resultante. la técnica que empleaba era hacer la alteración in situ, o sea a la hora de tomar la fotografía y no por una manipulación posterior. Por ejemplo el título de una de estas fotografías era: "Cobertizo con líneas de puntos azules. PenLand (Carolina del Norte)". También hizo otras series como: Picture Windows en la que investigaba los recursos empleados al interpretar lo que veíamos a través de ventanas o Smoke en la que presentaba la polución y el humo como objetos bellos.[cita requerida]
Su obra se encuentra depositada sobre todo en el George Eastman House, pero también en el Museo de Arte de Cleveland o en el Instituto de Arte de Chicago.
Enfermo de Parkinson y con problemas cardíacos, falleció el 15 de abril de 2020 en Búfalo (estado de Nueva York) a los ochenta y un años a causa de una infección de SARS-CoV-2 durante la pandemia mundial de la enfermedad COVID-19.

## Premios y reconocimientos
- 2009, Conferencia de la Sociedad para la Educación Fotográfica, Dallas, (Texas).
- 2009, Educador de Honor del Año.
- 1990, Fondo Nacional de las Artes, Beca del Fotógrafo.
- 1990, Doctorado de Honor de Bellas Artes, Universidad de Niágara (Nueva York)
- 1979, Servicio del Programa de Artistas Creativos del Estado de Nueva York (CAPS)
- 1975, Beca de Fotógrafía del Fondo Nacional de las Artes. Servicio del Programa de Artistas Creativos del Estado de Nueva York (CAPS).